# Хайнрих XIII фон Папенхайм
Хайнрих XIII фон Папенхайм (на немски: Heinrich XIII von Pappenheim; † 12 февруари 1590) е от линията на наследствените имперски маршали Папенхайм-Грьоненбах. Той е ерцхерцогски съветник на Австрия, баварски съветник и „пфлегер“ във Вемдинг им Риз. От 1562 г. управлява сеньората на род Папенхайм.

## Биография
Той е син на маршал Хайнрих Буркхард фон Папенхайм († 1547) и съпругата му Анна фон Хюрнхайм († 1567), дъщеря на Валтер фон Хюрнхайм-Хохалтинген († 1520) и Доротея фон Велден († 1561). Брат е на Александер II († 1612), и Барбара фон Папенхайм († 1606), омъжена за (Габриел) Дионис фон Шеленберг (1521 – 1586).
Хайнрих е привърженик на евангеската религия за разлика от брат му Александер. Той служи като лейтенант, става съветник при ерцхерцог Фердинанд I от Австрия и по-късно баварски съветник и „пфлегер“ във Вемдинг.
След смъртта на маршал Кристоф фон Папенхайм от линията Алесхайм Хайнрих поема през 1562 г. сеньората на род Папенхайм. Същата година той получава всички полагащи му се привилегии от курфюрст Август от Саксония. През 1566 г. император Максимилиан II потвърждава даването му на привилегии и през 1577 г. отново император Рудолф II и от курфюрста на Саксония през 1586 г. В Папенхайм Хайнрих извършва строителни работи.
Неговият епитаф се намира в градската църква „Св. Мариен“ в Папенхайм и има следния надпис:
Mors ultima linea rerum. Miserere mei Deus secundum magnum misericordiam tuam. Ps 50 Anno Domini 1590. (den 10. Tag des Monaths Februarii, starb der Wohlgeborene Herr HEINRICH, der Aeltest, des Heil. Römischen Reichs-Erb-Marschalck, Herr zu Pappenheim. Hat als Aeltester regiert 28. Jahr.)

## Фамилия
Първи брак: с Маргарета фон Папенхайм-Тройхтлинген († 23 ноември 1576), дъщеря на Рудолф фон Папенхайм († 1552) и Магдалена Хумпис фон Ратценрид. Маргарета донася в брака село Детенхайм и една половина от Релинген. Те имат един син:
- Хайнрих Рудолф фон Папенхайм (* 30 септември 1564; † 1580, Безансон, Франция), умира от болест (евтл. чума)

Втори брак: с Корнелия/Цецилия фон Сайболдсдорф († 3 април 1587). Бракът е бездетен.
Трети брак: сУрсула фон Шаумберг († 8 август 1612). Бракът е бездетен.

## Галерия
- Замък Папенхайм
- Градската църква Св. Мариен в Папенхайм